# Sitio arqueológico Micaela Bastidas
El sitio arqueológico Micaela Bastidas era un montículo de aproximadamente de 5 metros de alto y 20 de largo ubicado en el distrito de Comas, Lima, Perú. Fue declarado patrimonio cultural de la Nación mediante Resolución Directoral Nacional  N°1126/INC.
En las fotografías aéreas de 1945 se puede apreciar el montículo y su alrededor. En la actualidad el sitio arqueológico ha desaparecido y en su lugar hay viviendas. Según las investigaciones se cree pudo haber sido construido en los periodos Intermedio Tardío y Horizonte Tardío. Actualmente se ubicaría en la cuadra 4 de la calle Mariano Angulo, a espaldas del mercado Santa Luzmila.